# Wildwood Lake (Tennessee)
Wildwood Lake es un lugar designado por el censo ubicado en el condado de Bradley en el estado estadounidense de Tennessee. En el Censo de 2010 tenía una población de 3.124 habitantes y una densidad poblacional de 99,93 personas por km².

## Geografía
Wildwood Lake se encuentra ubicado en las coordenadas 35°5′18″N 84°50′52″O / 35.08833, -84.84778. Según la Oficina del Censo de los Estados Unidos, Wildwood Lake tiene una superficie total de 31.26 km², de la cual 31.14 km² corresponden a tierra firme y (0.38%) 0.12 km² es agua.

## Demografía
Según el censo de 2010, había 3.124 personas residiendo en Wildwood Lake. La densidad de población era de 99,93 hab./km². De los 3.124 habitantes, Wildwood Lake estaba compuesto por el 96.29% blancos, el 0.9% eran afroamericanos, el 0.26% eran amerindios, el 0.03% eran asiáticos, el 0% eran isleños del Pacífico, el 0.93% eran de otras razas y el 1.6% pertenecían a dos o más razas. Del total de la población el 2.56% eran hispanos o latinos de cualquier raza.